# Dolichopus trivialis
Dolichopus trivialis är en tvåvingeart som beskrevs av Alexander Henry Haliday 1832. Dolichopus trivialis ingår i släktet Dolichopus och familjen styltflugor. Arten är reproducerande i Sverige. Inga underarter finns listade i Catalogue of Life.